# Route principale 5 (Andorre)
Pour les articles homonymes, voir Route 5.
La route générale d'Andorre 5 - CG-5 (en catalan : carretera general 5) est une route andorrane reliant Erts à Arinsal. Avec une distance de seulement 2 kilomètres, elle est dans sa catégorie, la plus courte route de la principauté.

## Histoire
Elle est nommée CS-410 jusqu'en 2007. Le tronçon final de 700 mètres a été renommé CS-530, jouant ainsi le rôle exclusif de la desserte des massifs de Coma Pedrosa et de Les Fonts.

## Parcours

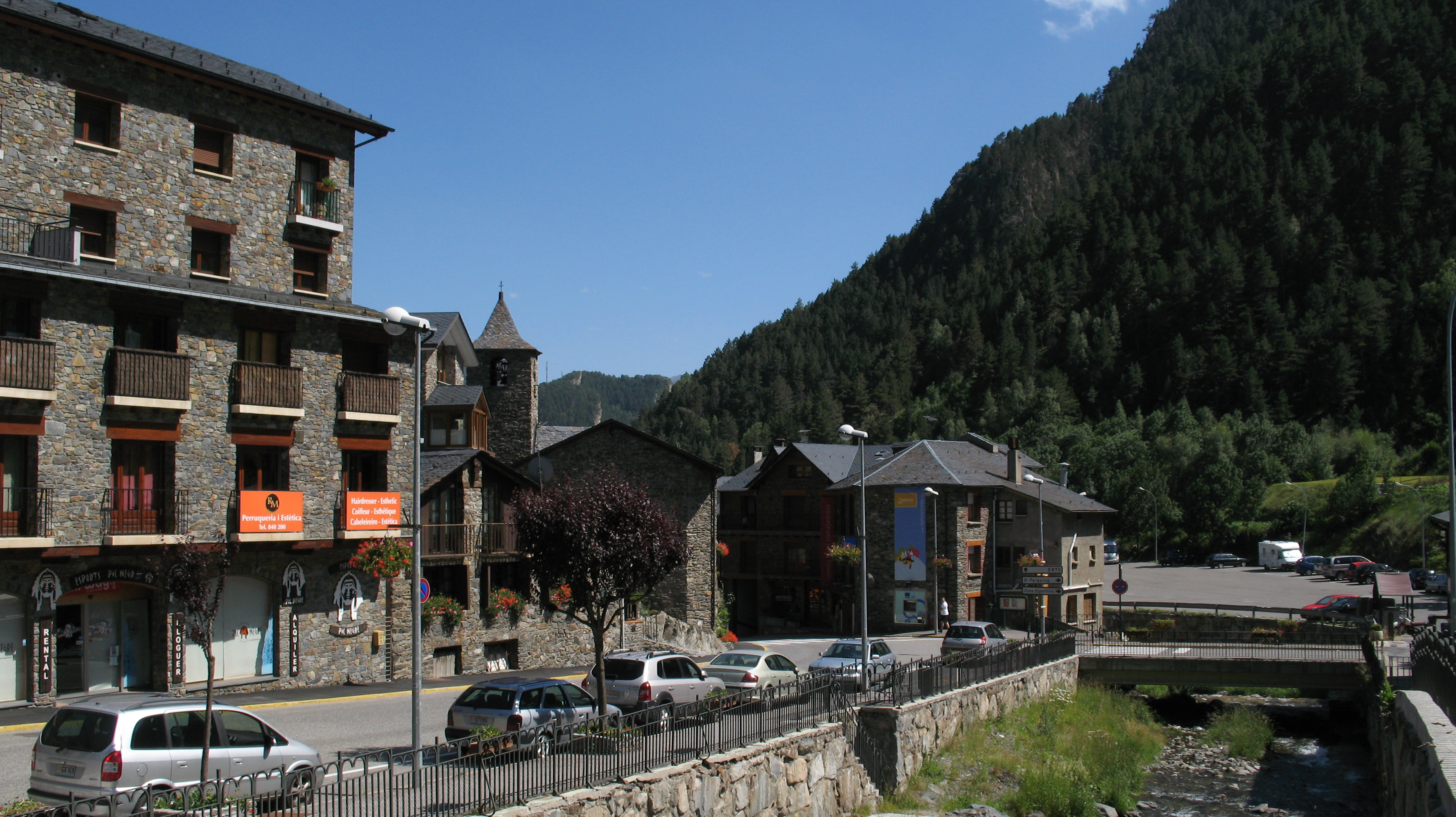
La CG-5 traversant la localité d'Arinsal.

| Points | Destinations | Bifurcation | km |
| ------ | ------------ | ----------- | -- |
|        | Erts         |             | 0  |
|        | Arinsal      |             | 1  |
|        | Coma Pedrosa |             | 2  |